# Callithrix
Callithrix es un género de primates platirrinos que incluye seis especies de titís neotropicales. Previamente incluía los entonces subgéneros Mico, Cebuella y Callibella, los cuales fueron elevados al rango de género en 2009, conservando las 6 especies clasificadas previamente dentro del subgénero Callithrix.

## Especies
- Tití común - Callithrix jacchus
- Tití de pinceles negro - Callithrix penicillata
- Tití de orejas negras - Callithrix kuhlii
- Tití de Geoffroy - Callithrix geoffroyii
- Tití de cabeza beige -	Callithrix flaviceps
- Tití de orejas blancas - Callithrix aurita

## Etimología
El nombre genérico proviene de las palabras griegas kallis "bello" y thrix "pelo", que en conjunto significa "bello pelo".